# Pryor Peak
Der Pryor Peak ist ein etwa 600 m hoher Berg an der Loubet-Küste des Grahamlands im Norden der Antarktischen Halbinsel. Auf der Arrowsmith-Halbinsel ragt er auf der Westseite des Giants Cirque in den Tyndall Mountains auf.
Geologen des British Antarctic Survey besuchten ihn zwischen 1980 und 1981. Das UK Antarctic Place-Names Committee (UK-APC) benannte ihn 1984 nach Commander John Stoneman Nelson Pryor (1919–2011) von der Royal Navy, der von 1968 bis 1982 dem UK-APC angehört hatte.